# Liste der Kulturgüter in Trüllikon
Die Liste der Kulturgüter in Trüllikon enthält alle Objekte in der Gemeinde Trüllikon im Kanton Zürich in der Schweiz, die gemäss der Haager Konvention zum Schutz von Kulturgut bei bewaffneten Konflikten, dem Bundesgesetz vom 20. Juni 2014 über den Schutz der Kulturgüter bei bewaffneten Konflikten sowie der Verordnung vom 29. Oktober 2014 über den Schutz der Kulturgüter bei bewaffneten Konflikten unter Schutz stehen.
Objekte der Kategorien A und B sind vollständig in der Liste enthalten, Objekte der Kategorie C fehlen zurzeit (Stand: 1. Januar 2023). Unter übrige Baudenkmäler sind weitere geschützte Objekte zu finden, die im Verzeichnis der Objekte von überkommunaler Bedeutung der kantonalen Denkmalpflege zu finden und nicht bereits in der Liste der Kulturgüter enthalten sind.

## Kulturgüter
| Foto | | Objekt | Kat. | Typ | Standort                                     | Beschreibung                                                                |
| ---- | --- | --- | ---- | --- | -------------------------------------------- | --------------------------------------------------------------------------- |
| ja   | Datei hochladen | Hattlebuck, hallstattzeitliche Grabhügelnekropole KGS-Nr.: 09717                                           | A    | F   | 695057 / 276698                              | Objekt liegt teilweise auf dem Gemeindegebiet von Ossingen (KGS-Nr. 00131). |
| ja   | Datei hochladen · Wikidata zu Sogenanntes Hofmeisterhaus mit Stallgebäude (Q29574251)                                     | Hofmeisterhaus mit Stallgebäude KGS-Nr.: 10083                                                             | A    | G   | Rudolfingen, Steig 2 692665 / 277487         |                                                                             |
| ja   | Datei hochladen · Wikidata zu Herrschaftshaus und Doppelscheune (Q29574248)                                               | Herrschaftshaus und Doppelscheune KGS-Nr.: 10337                                                           | A    | G   | Rudolfingen, Dorfstrasse 4.1 692619 / 277474 |                                                                             |
| BW   | Datei hochladen · Wikidata zu Neolithische-eisenzeitliche Höhensiedlung sowie eisenzeitliche Wallgrabenanlage (Q29933143) | Schlossberg, neolithisch-eisenzeitliche Höhensiedlung sowie eisenzeitliche Wallgrabenanlage KGS-Nr.: 07676 | B    | F   | Rudolfingen, Schlossberg 693250 / 277430     |                                                                             |
| ja   | Datei hochladen · Wikidata zu Schloss (Q29933144)                                                                         | Schloss Trüllikon KGS-Nr.: 07679                                                                           | B    | G   | Schlossgasse 8–10 694280 / 277043            |                                                                             |
| BW   | Datei hochladen · Wikidata zu Grabhügel Hallstattzeit (Q29933141)                                                         | Seewadel / Im freien Chrüzli, hallstattzeitliche Grabhügel KGS-Nr.: 12691                                  | B    | F   | 695691 / 277500                              |                                                                             |

## Übrige Baudenkmäler
| ID              | Foto |                 | Objekt                                                   | Kat.    | Typ | Standort                                                          | Beschreibung |
| --------------- | ---- | --------------- | -------------------------------------------------------- | ------- | --- | ----------------------------------------------------------------- | ------------ |
| 04000001        |      | Datei hochladen | Bauernhaus Sommerau                                      | B reg.  | G   | Diessenhoferstrasse 37 694525 / 277112                            |              |
| 040VERWEIS00001 |      | Datei hochladen | Waschhaus Sommerau                                       | B reg.  | G   | Diessenhoferstrasse 37 bei 694525 / 277126                        |              |
| 04000004        | ja   | Datei hochladen | Doppelscheune                                            | B reg.  | G   | Diessenhoferstrasse bei 31 694495 / 277108                        |              |
| 04000006        |      | Datei hochladen | Ehemaliger Speicher mit Trottraum                        | B reg.  | G   | Diessenhoferstrasse 31 bei 694477 / 277108                        |              |
| 04000033        |      | Datei hochladen | Ehemaliges Bauernwohnhaus, Hausteil 1                    | C       | G   | Diessenhoferstrasse 9 694316 / 277128                             |              |
| 04000056        |      | Datei hochladen | Ehemaliges Bauernhaus, Hausteil 1                        | C       | G   | Steig 13 694217 / 277217                                          |              |
| 04000057        |      | Datei hochladen | Ehemaliges Bauernhaus, Hausteil 2                        | C       | G   | Steig 11 694231 / 277211                                          |              |
| 04000059        | ja   | Datei hochladen | Gasthof zum Ochsen                                       | B reg.  | G   | Rudolfingerstrasse 2 694232 / 277159                              |              |
| 04000086        |      | Datei hochladen | Ehemaliges Bauernhaus,                                   | C       | G   | Hüttenweg 1/3 694239 / 277084                                     |              |
| 04000095        |      | Datei hochladen | Stallscheune                                             | C       | G   | Schlossgasse 694351 / 277061                                      |              |
| 04000096        |      | Datei hochladen | Bauernhaus / Wirtshaus zum Neuhaus, Schopf               | C       | G   | Schlossgasse 24 bei 694379 / 277073                               |              |
| 04000098        |      | Datei hochladen | Bauernhaus / Wirtshaus zum Neuhaus, Hausteil 1           | C       | G   | Schlossgasse 24 694376 / 277064                                   |              |
| 04000109        |      | Datei hochladen | Schloss Trüllikon, Schopf                                | B kant. | G   | bei Schlossgasse 10 694283 / 277028                               |              |
| 04000112        |      | Datei hochladen | Schloss Trüllikon, Neues Schlossgebäude                  | B kant. | G   | Schlossgasse 8 694265 / 277047                                    |              |
| 04000121        |      | Datei hochladen | Kleinbauernhaus mit ehemaliger Hufschmiede               | B reg.  | G   | Schlossgasse 2 694184 / 277055                                    |              |
| 04000123        |      | Datei hochladen | Wohnhaus mit Scheune                                     | B reg.  | G   | Schlossgasse 4 694194 / 277025                                    |              |
| 04000124        |      | Datei hochladen | Scheune                                                  | B reg.  | G   | bei Schlossgasse 4 694175 / 277034                                |              |
| 04000127        |      | Datei hochladen | Reformiertes Pfarrhaus                                   | B reg.  | G   | Andelfingerstrasse 10 694149 / 277076                             |              |
| 04000201        |      | Datei hochladen | Bauernhaus                                               | C       | G   | Dorfstrasse 39, Rudolfingen 692975 / 277280                       |              |
| 04000207        |      | Datei hochladen | Ehemaliges Bauernhaus, Hausteil 2+3                      | C       | G   | Schlossbergstrasse 6, Rudolfingen 692916 / 277403                 |              |
| 04000215        |      | Datei hochladen | Ehemaliges Waschhaus                                     | C       | G   | Schlossbergstrasse 1, Rudolfingen 692871 / 277383                 |              |
| 04000222        |      | Datei hochladen | Ehemaliges Trottgebäude                                  | C       | G   | Dorfstrasse, Rudolfingen 692887 / 277311                          |              |
| 04000227        |      | Datei hochladen | Bauernhaus mit Garage                                    | C       | G   | Dorfstrasse 28, Rudolfingen 692815 / 277346                       |              |
| 04000235        |      | Datei hochladen | Bauernhaus                                               | C       | G   | Schulhausstrasse 7, Rudolfingen 692787 / 277284                   |              |
| 04000238        |      | Datei hochladen | Scheune                                                  | C       | G   | Brunnengärten (Alte Benkenerstrasse), Rudolfingen 692629 / 277318 |              |
| 04000241        |      | Datei hochladen | Scheunenteil 1, zu Wohnteil ausgebaut                    | C       | G   | Schulhausstrasse 8, Rudolfingen 692732 / 277292                   |              |
| 04000242        |      | Datei hochladen | Ehemaliges Bauernhaus, Hausteil 1                        | C       | G   | Schulhausstrasse 4, Rudolfingen 692745 / 277311                   |              |
| 04000248        |      | Datei hochladen | Wohnhaus mit Schmiedewerkstätte                          | C       | G   | Schlossstrasse 3, Rudolfingen 692835 / 277394                     |              |
| 04000249        |      | Datei hochladen | Bauernhaus mit ehemaliger Schmiedewerkstätte, Hausteil 1 | C       | G   | Dorfstrasse 27, Rudolfingen 692827 / 277370                       |              |
| 04000254        |      | Datei hochladen | Bauernhaus mit ehemaliger Schmiedewerkstätte, Hausteil 2 | C       | G   | Schlossstrasse 1, Rudolfingen 692835 / 277376                     |              |
| 04000255        | ja   | Datei hochladen | Zivilgemeindehaus Rudolfingen                            | B reg.  | G   | Dorfstrasse 26, Rudolfingen 692771 / 277359                       |              |
| 04000265        |      | Datei hochladen | Weinbauernhaus mit Trotte, Trottenteil                   | C       | G   | Konsumstrasse 4, Rudolfingen 692796 / 277450                      |              |
| 04000268        |      | Datei hochladen | Scheune und Stall. Hausteil 1                            | C       | G   | bei Dorfstrasse 19, Rudolfingen 692783 / 277431                   |              |
| 04000273        |      | Datei hochladen | Weinbauernhaus / Trotte / Waschhaus                      | B reg.  | G   | Dorfstrasse 19, Rudolfingen 692761 / 277408                       |              |
| 04000276        |      | Datei hochladen | Ehemaliges Kloster- und Gerichtshaus, Hausteil 1         | B reg.  | G   | Dorfstrasse 15, Rudolfingen 692743 / 277423                       |              |
| 04000277        |      | Datei hochladen | Ehemaliges Kloster- und Gerichtshaus, Hausteil 2         | B reg.  | G   | Dorfstrasse 13, Rudolfingen 692726 / 277429                       |              |
| 04000279        |      | Datei hochladen | Ehemaliges Weinbauernhaus                                | C       | G   | Dorfstrasse 17, Rudolfingen 692740 / 277450                       |              |
| 04000290        |      | Datei hochladen | Doppelbauernhaus, ehemaliges Rebbauernhaus               | C       | G   | Hüebli 11, Rudolfingen 692692 / 277504                            |              |
| 04000295        |      | Datei hochladen | Restaurant zur Traube                                    | C       | G   | Dorfstrasse 5, Rudolfingen 692707 / 277435                        |              |
| 04000296        |      | Datei hochladen | Ökonomiegebäude und Waschhaus                            | C       | G   | bei Dorfstrasse 14, Rudolfingen 692724 / 277399                   |              |
| 04000299        |      | Datei hochladen | Ehemaliges Kleinbauernhaus, Hausteil 1                   | C       | G   | Dorfstrasse 12, Rudolfingen 692695 / 277388                       |              |
| 04000300        |      | Datei hochladen | Ehemaliges Kleinbauernhaus, Hausteil 2                   | C       | G   | Dorfstrasse 10, Rudolfingen 692689 / 277390                       |              |
| 04000302        |      | Datei hochladen | Ehemaliges Bauernhaus, Hausteil 2                        | C       | G   | Schulhausstrasse 6, Rudolfingen 692738 / 277309                   |              |
| 04000303        |      | Datei hochladen | Ehemaliges Weinbauernhaus                                | C       | G   | Dorfstrasse 8, Rudolfingen 692692 / 277402                        |              |
| 04000304        |      | Datei hochladen | Ehemalige Scheune                                        | C       | G   | Dorfstrasse 6, Rudolfingen 692685 / 277412                        |              |
| 04000308        |      | Datei hochladen | Landrichtergut Zuber, Stallscheune                       | C       | G   | Unterdorf, Rudolfingen 692675 / 277460                            |              |
| 04000314        |      | Datei hochladen | Stallgebäude                                             | C       | G   | Steig, Rudolfingen 692668 / 277503                                |              |
| 04000316        |      | Datei hochladen | Landrichtergut Zuber, Bauernwohnhaus                     | C       | G   | Dorfstrasse 1, Rudolfingen 692653 / 277466                        |              |
| 04000319        | ja   | Datei hochladen | Landrichtergut Zuber, Doppelscheune                      | B kant. | G   | Unterdorf, Rudolfingen 692653 / 277425                            |              |
| 04000321        | ja   | Datei hochladen | Landrichtergut Zuber, Herrschaftssitz Nebengebäude       | B kant. | G   | Steig 3, Rudolfingen 692630 / 277488                              |              |
| 04000331        |      | Datei hochladen | Bauernhaus mit Garage, Garagengebäude                    | C       | G   | bei Dorfstrasse 28, Rudolfingen 692813 / 277331                   |              |
| 04000335        |      | Datei hochladen | Wohnhaus mit Nebengebäude                                | C       | G   | Schulhausstrasse 5, Rudolfingen 692764 / 277295                   |              |
| 04000336        |      | Datei hochladen | Ehemaliges Waschhaus                                     | C       | G   | Dorfstrasse 22 bei, Rudolfingen 692736 / 277353                   |              |
| 04000406        |      | Datei hochladen | Ehemaliges Bauernhaus, Hausteil 1                        | C       | G   | Dorfstrasse 15, Wildensbuch 693050 / 278659                       |              |
| 04000418        |      | Datei hochladen | Ehemaliges Bauernhaus                                    | C       | G   | Trottenrainli 3, Wildensbuch 692991 / 278663                      |              |
| 04000428        |      | Datei hochladen | Kleinbauernhaus                                          | C       | G   | Breitestrasse 4, Wildensbuch 692929 / 278686                      |              |
| 04000433        |      | Datei hochladen | Untervogtshaus, Wohnhaus mit Scheune                     | B reg.  | G   | Rudolfingerstrasse 1, Wildensbuch 692968 / 278611                 |              |
| 04000436        |      | Datei hochladen | Bauernhausgruppe, Hausteil 1                             | C       | G   | Rudolfingerstrasse 7, Wildensbuch 692966 / 278578                 |              |
| 04000434        |      | Datei hochladen | Untervogtshaus, ehemaliges Waschhaus                     | B reg.  | G   | Rudolfingerstrasse, Wildensbuch 692960 / 278595                   |              |
| 04000440        |      | Datei hochladen | Bauernhaus mit ehemaliger Trotte                         | B reg.  | G   | Rudolfingerstrasse 8, Wildensbuch 692936 / 278576                 |              |
| 04000557        |      | Datei hochladen | Weinbauernhaus mit Trotte, Wohnteil                      | C       | G   | Konsumstrasse 4, Rudolfingen 692804 / 277443                      |              |
| 04000558        |      | Datei hochladen | Weinbauernhaus mit Trotte, Scheunenteil                  | C       | G   | Konsumstrasse 4, Rudolfingen 692817 / 277437                      |              |
| 04000782        |      | Datei hochladen | Scheune Sommerau                                         | B reg.  | G   | bei Diessenhoferstrasse 37 694514 / 277114                        |              |
| 040KELLER00322  |      | Datei hochladen | Landrichtergut Zuber, Keller                             | B kant. | G   | Steig 1 692618 / 277474                                           |              |
| 040TROTTE00440  |      | Datei hochladen | Trotte                                                   | B reg.  | G   | Rudolfingerstrasse 8 692936 / 278577                              |              |
| 040ZUSA00282    |      | Datei hochladen | Scheunenteil 2                                           | C       | G   | Schulhausstrasse 8 692732 / 277292                                |              |

Legende: Im Wesentlichen siehe Legende der Liste der Kulturgüter von nationaler und regionaler Bedeutung, mit folgenden Ausnahmen:
- Anstelle der KGS-Nummer wird als Objekt-Identifikator (ID) die Inventarnummer im Verzeichnis der Objekte von überkommunaler Bedeutung des kantonalen Denkmalschutzamtes verwendet.
- Bei den Kategorien wird wie folgt unterschieden: B kant. = Objekt von kantonaler Bedeutung (Kanton Zürich); B reg. = Objekt von regionaler Bedeutung (Kanton Zürich).